# Petite rivière du Loup (Mauricie)
Pour les articles homonymes, voir Petite rivière du Loup.
La Petite rivière du Loup est un affluent de la rivière du Loup, coulant sur la rive nord du fleuve Saint-Laurent, dans les municipalités de Sainte-Angèle-de-Prémont, Sainte-Ursule, Louiseville, dans la municipalité régionale de comté (MRC) de Maskinongé, dans la région administrative de la Mauricie, au Québec, au Canada.
Le cours de cette rivière descend généralement vers le sud-est en zone agricole dans les Basses-terres du Saint-Laurent, en s'approchant progressivement du cours de la rivière du Loup où elle se déverse. Elle traverse aussi quelques boisés. Sur son cours, la Petite rivière du Loup traverse le village de Sainte-Angèle-de-Prémont et de Louiseville.

## Géographie
La Petite rivière du Loup prend sa source dans Sainte-Angèle-de-Prémont, soit à :
- 1,7 km au nord-ouest du centre du village de Sainte-Angèle-de-Prémont ;
- 15,8 km au nord-ouest du centre du village de Louiseville ;
- 18,6 km au nord-ouest de la rive nord-ouest du fleuve Saint-Laurent.

À partir de l'embouchure du lac Lafleur, la Petite rivière du Loup coule sur 30,6 km, selon les segments suivants :
Parcours de la rivière dans Sainte-Angèle-de-Prémont (segment de 4,9 km)
- 1,7 km (ou 0,8 km en ligne directe) vers le sud en passant du côté est du village de Sainte-Angèle-de-Prémont, jusqu’au pont de la route Lupien (route 350) ;
- 1,7 km vers le sud-ouest, en coupant deux fois la route Trépanier et en recueillant les eaux du ruisseau Branchaud en fin de segment, jusqu’au pont du chemin du rang Augusta ;
- 1,5 km vers le sud-est, jusqu’à l'embouchure d'un ruisseau (venant du sud-ouest), correspondant à la limite de Sainte-Ursule ;

Parcours de la rivière dans Sainte-Ursule (segment de 13,4 km)
- 6,8 km vers le sud dans Sainte-Ursule, jusqu’au pont du chemin du rang Fontarabie ;
- 1,4 km vers le sud, jusqu’au pont de la rue Saint-Louis au village de Sainte-Ursule ;
- 3,5 km (ou 3,1 km en ligne directe) vers le sud-est en traversant la partie sud du village de Sainte-Ursule, jusqu'au ruisseau des Rames (venant du nord) ;
- 1,7 km (ou 0,9 km en ligne directe) vers l'est, jusqu'à la limite de Louiseville.

Parcours de la rivière dans Louiseville (segment de 11,8 km)
À partir de la limite de Sainte-Ursule, la rivière poursuit sa descente sur :
- 0,7 km (ou 0,4 km en ligne directe, à cause des serpentins) vers le sud-ouest, en serpentant et en formant la limite entre Sainte-Ursule et Louiseville ;
- 1,8 km (ou 1,0 km en ligne directe, à cause des serpentins) vers l'est dans Louiseville, en serpentant jusqu’au pont du Chemin du Golf et aussi la décharge du ruisseau Paquin-Damphousse ;
- 4,0 km (ou 2,1 km en ligne directe, à cause des serpentins) vers le sud-est, en longeant plus ou moins la route 348 et en serpentant jusqu’au pont ferroviaire du Canadien Pacifique situé au village de Louiseville ;
- 5,3 km (ou 3,6 km en ligne directe à cause des serpentins) vers le sud-est, coupant la route 138 en début de segment et serpentant jusqu’à la confluence de la rivière[2].

La Petite rivière du Loup se déverse sur la rive nord-ouest de la rivière du Loup. Cette dernière descend sur 1,7 km pour aller se déverser sur la batture Agômbama, dans les étangs de Maskinongé, dans le lac Saint-Pierre qui constitue un élargissement du fleuve Saint-Laurent.

## Toponymie
Dès le XIXe siècle, les habitants Louisevilliens ont adopté des désignations généralement en usage dans le langage populaire : la Grande rivière et de la Petite rivière du Loup.
La Commission de toponymie du Québec a répertorié cinq hydronymes Petite Rivière du Loup et six Rivière du Loup. En Amérique du Nord, le loup est un animal mammifère carnassier symbolique pour détermination et son esprit de bande. Le terme loup est fréquemment employé dans la désignation d'entités géographiques (rivières, lacs, baies, îles, voies de communication, municipalités, rues...).
Cet hydronyme figure dans le Dictionnaire des Rivières et des Lacs, daté de 1925.
Le toponyme Petite rivière du Loup a été officialisé le 5 décembre 1968 par la Commission de toponymie du Québec.